# Koszmosz–114
A Koszmosz–114 (oroszul: Космос 114) Koszmosz műhold, a szovjet műszeres műhold-sorozat tagja. Második generációs Zenyit–4 felderítő műhold, biológiai kísérletekkel kiegészítve.

## Küldetés
Programja a Koszmosz–109-cel megegyező. Az emberes űrkutatási program végrehajtását segítette.

## Jellemzői
Az OKB–1 tervezőirodában kifejlesztett, ellenőrzése alatt gyártott műhold.
1966. április 6-án a Bajkonuri űrrepülőtér indítóállomásról egy Voszhod (11A57) hordozórakétával juttatták Föld körüli, közeli körpályára. Az orbitális egység pályája 90,06 perces, 72,94 fokos hajlásszögű, elliptikus pálya-perigeuma 210 kilométer, apogeuma 343 kilométer volt. Hasznos tömege 4730 kilogramm. A sorozat felépítését, szerkezetét, alapvető fedélzeti rendszereit tekintve egységesített, szabványosított tudományos-kutató űreszköz. Áramforrása kémiai akkumulátor. Szolgálati élettartama 10 nap.
Fototechnikai (fényképezőgép, televíziós kamera) berendezései 3-5 méter közötti felbontású képeket készítettek.
1966.  április 14-én 8 napos szolgálati idő után, földi parancsra belépett a légkörbe és hagyományos módon – ejtőernyős leereszkedés – visszatért a Földre.